# Groß-Wien (Walzer)
Groß-Wien ist ein Walzer von Johann Strauss Sohn (op. 440). Das Werk wurde am 10. Mai 1891 in der Sängerhalle im Wiener Prater uraufgeführt. Gewidmet wurde der Walzer dann Erzherzog Karl Ludwig von Österreich, einem Bruder von Kaiser Franz Joseph I.